# Campeonato Sul-Americano de Rugby de 2008
O Campeonato Sul-Americano de Rugby de 2008 foi a XXX edição deste torneio.
A divisão maior (Sul-Americano "A") foi realizada em várias localidades, participaram as equipas de Argentina A (Jaguars), Uruguai e o Chile.
Fácil foi o sucesso dos Jaguars Seleção "A" da Argentina.
A divisão mais baixa (Sul-Americano "B") foi realizada em Assunção Paraguai, com a participação do Brasil, Paraguai, Colômbia, Peru e Venezuela.
Essa rodada foi também válida pelas Eliminatórias da Copa do Mundo 2011.

O vencedor foi o Brasil.

## Divisão A
| 31 de Maio de 2008 |        |                   |            |
| Uruguai            | 8 - 43 | Argentina Jaguars | Montevideu |
|                    |        |                   | Montevideu |

| 8 de Novembro de 2008 |        |                   |                  |
| Chile                 | 3 - 71 | Argentina Jaguars | Santiago (Chile) |
|                       |        |                   | Santiago (Chile) |

| 22 de Novembro de 2008 |         |       |            |
| Uruguai                | 46 - 12 | Chile | Montevideu |
|                        |         |       | Montevideu |

### Classificação
| Seleção           | Vitórias | Empates | Derrotas | Pontos a favor | Pontos contra | Pontos +/- | Pontos |
| ----------------- | -------- | ------- | -------- | -------------- | ------------- | ---------- | ------ |
| Argentina Jaguars | 2        | 0       | 0        | 114            | 11            | +103       | 6      |
| Uruguai           | 1        | 0       | 1        | 54             | 55            | -1         | 4      |
| Chile             | 0        | 0       | 2        | 15             | 117           | -102       | 2      |

Pontuação: Vitória=3, Empate=2, Derrota=1  

## Campeão
| Campeonato Sul-Americano de Rugby 2008 |
| -------------------------------------- |
| ARGENTINA Campeã (29º título)          |

## Divisão B
| 19 de Junho de 2008 |        |          |          |
| Brasil              | 34 – 3 | Colômbia | Assunção |
|                     |        |          | Assunção |

| 19 de Junho de 2008 |        |           |          |
| Paraguai            | 44 – 3 | Venezuela | Assunção |
|                     |        |           | Assunção |

| 21 de Junho de 2008 |        |      |          |
| Paraguai            | 71 – 0 | Peru | Assunção |
|                     |        |      | Assunção |

| 21 de Junho de 2008 |         |           |          |
| Colômbia            | 15 – 32 | Venezuela | Assunção |
|                     |         |           | Assunção |

| 23 de Junho de 2008 |        |           |          |
| Brasil              | 61 – 8 | Venezuela | Assunção |
|                     |        |           | Assunção |

| 23 de Junho de 2008 |         |          |          |
| Peru                | 20 – 25 | Colômbia | Assunção |
|                     |         |          | Assunção |

| 26 de Junho de 2008 |        |      |          |
| Brasil              | 59 – 0 | Peru | Assunção |
|                     |        |      | Assunção |

| 26 de Junho de 2008 |        |          |          |
| Paraguai            | 60 – 7 | Colômbia | Assunção |
|                     |        |          | Assunção |

| 29 de Junho de 2008 |        |      |          |
| Venezuela           | 41 – 3 | Peru | Assunção |
|                     |        |      | Assunção |

| 29 de Junho de 2008 |        |        |          |
| Paraguai            | 6 – 15 | Brasil | Assunção |
|                     |        |        | Assunção |

### Classificação
| Seleção   | Vitórias | Empates | Derrotas | Pontos a favor | Pontos contra | Pontos +/- | Pontos |
| --------- | -------- | ------- | -------- | -------------- | ------------- | ---------- | ------ |
| Brasil    | 4        | 0       | 0        | 169            | 17            | +152       | 19     |
| Paraguai  | 3        | 0       | 1        | 181            | 25            | +156       | 15     |
| Venezuela | 2        | 0       | 2        | 84             | 123           | -39        | 10     |
| Colômbia  | 1        | 0       | 3        | 50             | 146           | -96        | 4      |
| Peru      | 0        | 0       | 4        | 23             | 196           | -173       | 1      |

Pontuação: Vitória=4, Empate=2, Derrota=0, Bônus para equipe que fizer 4 ou mais tries = + 1, Bônus para equipe que perder por 7 pontos ou menos = + 1. 

## Campeão Divisão B
| Campeonato Sul-Americano de Rugby 2008 Divisão B |
| ------------------------------------------------ |
| BRASIL Campeão (6º título)                       |